# Đen
 #000000 
Đen là màu do không có hoặc hấp thụ hoàn toàn ánh sáng khả kiến. Nó là một màu sắc nhạt, không có sắc độ, giống như màu trắng và xám. Nó thường được sử dụng một cách tượng trưng hoặc nghĩa bóng để tượng trưng cho sự tăm tối. Đen và trắng thường được sử dụng để mô tả các mặt đối lập như thiện và ác, Thời kỳ Tăm tối so với Thời kỳ Khai sáng, và đêm so với ngày. Từ thời Trung Cổ, màu đen là màu biểu tượng của sự trang trọng và uy quyền, và vì lý do này, nó vẫn thường được mặc bởi các thẩm phán và quan tòa.

## Màu sắc hay ánh sáng
Màu đen có thể được định nghĩa như ấn tượng thị giác khi người ta ở trong khu vực hoàn toàn không có ánh sáng. Điều này ngược lại với màu trắng, là ấn tượng thị giác khi tổ hợp các màu của ánh sáng kích thích đều cả ba loại tế bào cảm quang.
Các loại vật chất hấp thụ hết ánh sáng thì tạo ra cảm giác cho con người là có màu đen (thực tế thì không có loại vật chất nào hiện biết là có khả năng như vậy, nhưng các vật chất gần như vậy thì rất nhiều). Các chất màu đen có thể là do tổ hợp của một vài loại chất màu khác (không nhất thiết phải có màu đen) có khả năng hấp thụ gần như hết mọi thành phần của ánh sáng. Nếu trộn cả ba chất màu gốc cơ bản trong một lượng phù hợp, thì kết quả là nó phản xạ rất ít ánh sáng, vì thế nó cũng được gọi là "đen".
Điều này dẫn đến hai sự miêu tả trái ngược nhau đáng kể nhưng thực tế là bổ sung cho nhau về khái niệm màu đen. Đó là:
- Màu đen là sự vắng mặt của các thành phần tạo ra ánh sáng.
- hay tổ hợp đầy đủ của các màu khác nhau của các chất màu. Xem thêm Màu cơ bản.

## Tọa độ màu
```
Số Hex
 = #000000

RGB
    (r, g, b)    =  (0, 0, 0)

CMYK
   (c, m, y, k) =  (0, 0, 0, 100) (nếu tính theo thang độ phần trăm).

HSV
 (h, s, v) =  (0, 0, 0)
```

## Các tổ hợp khác của CMYK
Ở đây tính theo thang độ phần trăm, chứ không tính theo thang độ 0-255 như RGB.
| C   | M   | Y   | K   | Ghi chú                                |
| --- | --- | --- | --- | -------------------------------------- |
| 0   | 0   | 0   | 100 | tiêu chuẩn                             |
| 100 | 100 | 100 | 0   | mực lý tưởng, chỉ có ý nghĩa lý thuyết |
| 100 | 100 | 100 | 100 | kết hợp tiêu chuẩn và mực              |